# Crocidura telfordi
Crocidura telfordi là một loài động vật có vú trong họ Chuột chù, bộ Soricomorpha. Loài này được Hutterer mô tả năm 1986.